# Kuskjæret
Kuskjæret est une île norvégienne du comté de Hordaland appartenant administrativement à Osterøy.

## Description
Rocheuse et désertique, à fleur d'eau, elle s'étend sur environ 52 m de longueur pour une largeur approximative de 22 m. 